# Milton Himmelfarb
Milton Himmelfarb (geboren 21. Oktober 1918 in Brooklyn, New York City; gestorben 4. Januar 2006 in New York City) war ein US-amerikanischer Soziograph des Judentums und Publizist.

## Leben
Himmelfarb arbeitete vier Jahrzehnte für das American Jewish Committee, dessen Forschungs- und Informationsdirektor er war. Er verlegte verschiedene Versionen des American Jewish Yearbook und gab das Commentary-Journal heraus.
1986 traf US-Präsident Ronald Reagan Himmelfarb beim US-Holocaust Memorial Council.
Himmelfarb erhielt Gastprofessuren am Jewish Theological Seminary und dem Reconstructionist Rabbinical College; außerdem war er Gastlektor am Yale College. 1938 erhielt er den BA, 1939 den MS vom City College New York.
Seine Schwester war die Geschichtsprofessorin Gertrude Himmelfarb.
Himmelfarb starb in New York City und hinterließ seine Frau Judy und sieben Kinder.

## Veröffentlichungen (Auswahl)
- The Jews of modernity, New York : Basic Books, 1973. ISBN 0465036740.
- Jews and Gentiles, New York : Encounter Books, c2007. ISBN 1594031541.

### Als Herausgeber
- Milton Himmelfarb; Victor Baras (Hrsg.): Zero population growth--for whom?, Westport : Greenwood Press, 1978. ISBN 0313200416.